# Maître Gims
Gandhi Djuna (Kinshasa, 1986. május 6. –), művésznevén Maître Gims kongói születésű francia rapper és énekes, Franciaországban él és ott vált híressé. A Sexion d'Assaut nevü hiphopegyüttes tagja volt. A Subliminal című albumával jelentős népszerűségre tett szert.

## Pályafutása
Gandhi Djuna Kinshasában született a fiútestvérével, Franciaországba vándoroltak, amikor ő csak két éves volt. Párizs 3. kerületében nőtt fel, később a 9. kerületbe költözött, majd végül a 19. kerületbe. Felvéve a Gims nevet, a Sexion d'Assaut-beli barátaival együtt rappelt a főiskolán, miközben kommunikációt és grafikusművészetet tanult. Éjszaka részmunkaidőben futárként is dolgozott.

## Magánélete
Zenész családból származik, édesapja Djanana Djuna, a Papa Wemba zenekar egy énekese volt. Maitre Gims testvére Dadju, a Shin Sekai együttes tagja. Bedjik és Xgangs testvére is rapper. Maitre Gims nagyon fiatalon megnősült és négy gyermek édesapja. Keresztény szülőktől született, 2004-ben áttért az iszlámra. 2013-ban, a "J'me tire" hatalmas nemzetközi sikere után Maitre Gims elindította a saját ruházati vonalát, a Vortext.

## További információ
- Official website
- Maître Gims